# 西迪伊夫尼省
29°23′N 10°10′W / 29.383°N 10.167°W
西迪伊夫尼省（阿拉伯语：‎），是摩洛哥的省份，位於該國中部，由蓋勒敏-農河大區負責管轄，首府設於西迪伊夫尼，面積3,791平方公里，2014年人口115,691，人口密度每平方公里31人。